# David López Silva
David López Silva (ur. 9 października 1989 w Barcelonie) – hiszpański piłkarz grający na pozycji defensywnego pomocnika. Od 2022 roku zawodnik Girony.

## Kariera piłkarska
Swoją profesjonalną piłkarską karierę David zaczynał w lokalnym Espanyolu, do którego dołączył w 2007 roku. W sierpniu 2009 roku został wypożyczony do Terrassy, hiszpańskiego klubu występującego w Segunda División B. W 2010 roku powrócił do Barcelony i został włączony do pierwszej drużyny. 26 września zadebiutował w spotkaniu ligowym przeciwko Osasunie. David w latach 2011–2013 był wypożyczony kolejno do CD Leganés, a następnie zasilił szeregi Huescy. Swoją pierwszą bramkę dla Espanoylu zdobył 24 sierpnia 2013 roku w wygranym 3:1 meczu z Valencią.
31 sierpnia 2014 roku David podpisał pięcioletni kontrakt z SSC Napoli. Włoski klub musiał wyłożyc za niego 5,3 mln euro. 22 grudnia 2014 roku David zdobył swoje pierwsze treofum w karierze. Napoli zdobył superpuchar Włoch ogrywając w finale Juventus F.C. 6-5 w serii rzutów karnych.